# Jef Penders
Jef Penders, eigentlich Joseph Gerardus Johannes Penders, (* 21. Oktober 1928 in Hoensbroek, Provinz Limburg; † 15. April 2015 in Maastricht, Provinz Limburg) war ein niederländischer Komponist und Dirigent.

## Leben und Wirken
Bereits im Alter von 8 Jahren erhielt Penders Musikunterricht an der Musikschule seiner Heimatstadt Hoensbroek und spielte Es-Klarinette im Blasorchester. Während der deutschen Besatzung wurden die Musikinstrumente des Blasorchesters bei seinen Eltern in Verwahrung und Sicherheit gebracht. Dies machte sich Penders zu Nutze und erlernte nahezu autodidaktisch Trompete, Posaune und Saxophon. Später, als die Eltern Wohnraum an einen bekannten Gitarrenlehrer vermieteten, erlernte er auch noch Gitarre. Nach dem Krieg spielte er ein Jahr lang in Bands der United States Army und arrangierte einige Werke.
Ab 1949 studierte Penders am Konservatorium von Maastricht Kontrapunkt, Instrumentation, Dirigieren, Orgel und Gesangspädagogik. Danach arbeitete er einige Jahre als Dirigent und Musiklehrer. Er komponierte Gebrauchsmusik für seine eigenen und andere Orchester, darunter das Metropole Orkest, das Orchester von Malando (Alias für Arie Maasland), die Königliche Militärkapelle, das Musikkorps der Königlichen Marine, die Polizeikapelle Amsterdam, das Orchester des belgischen Rundfunks und Fernsehens unter der Leitung von Francis Bay.
1959 zog er nach Maastricht und wurde dort Kantor an der großen St. Lambertuskirche. Abgesehen vom Komponieren fanden seine anderen beruflichen Tätigkeiten nach einer sehr schweren Erkrankung, bei der er 1971 seine Sprachfähigkeit verlor, ein jähes Ende. Mittels technischer Hilfen gelang ihm schließlich die verbale Verständigung im beschränkten Umfang. Zuletzt lebte er einige Jahre lang in der Gegend von Valencia, Spanien.

## Werke für Blasorchester
- 1954 My dear Country – Daar is mijn vaderland
- 1969 Glenn meets Wolfgang (Sonate Facile von Wolfgang Amadeus Mozart in Glenn Miller mode)
- 1969 Indonesian Boat Song
- 1971 Blossom in a Japanese Garden
- 1972 Marching Blues
- 1972 Mambo Bando Uno
- 1973 De Zilvervloot
- 1975 Old man’s Tick-a-Tack
- 1975 American Folk-Rock
- 1976 Clog-Shoe Dance
- 1977 Modern Dance Fantasy on an Old Dutch Folksong
- 1977 Theme d’Orgue nach dem Finalsatz aus der Symphonie Nr. 3 von Camille Saint-Saëns
- 1978 Our Naval History
- 1978 The Marshfield Street Walk
- 1979 Sweet Carolina Charleston
- 1979 Hommage to Ricky für Turmglockenspiel (Carillon) mit Blasorchester
- 1979 Performance
- 1980 Charmonie
- 1981 Ska-Ing Jamaica Ska-Reggae
- 1981 Band Fever
- 1981 Juvenile Party
- 1982 Marines Heritage
- 1982 Glider für Pop-Gruppe und Blasorchester
- 1983 X-mas round the World
- 1983 The Laugh’n Charleston
- 1983 Anniversary marcha-cha
- 1983 Limburgse Vla
- 1984 Santa Cruz
- 1985 Prima Partita al Modo del Barocco
  1. Prelude et Allemande
  2. Courante
  3. Sarabande
  4. Gigue
- 1985 March of the Androids
- 1985 Fanfaresque Ouverture-Humoresque
- 1985 Manifestanum
- 1985 Eviva Caecilia – Merengue para banda
- 1986 I Mugnai (De Molenaars)
  1. Ouverture en Gavotte (voor Jan Molenaar)
  2. Serenata (voor Willeke Molenaar – Ehefrau von Jan Molenaar)
  3. Menuet (voor Ilse Molenaar – Ehefrau von Bob Molenaar)
  4. Rondo (voor Bob Molenaar)
- 1986 Rêverie für Alt-Saxophon und Blasorchester
- 1987 Maram (Holland Heritage) Maram ist den Wörtern Marine und Amerika entlehnt
  1. Mit der Flotte auf hoher See
  2. Im U-Boot
  3. Mit der Flotte in ruhiger See (Heimreise)
  4. Schiffbau auf der Werft (Hohe Präzision – Teamarbeit – Zeitdruck)
  5. Die wohlverdiente Ruhe der Werftarbeiter
  6. Marines Heritage
  7. Finale
- 1987 La Primitiva Paso-doble de concert
- 1987 Synkretismos Sinfonische Dichtung
- 1987 Images de mon village
  1. Réveille
  2. Jeu alterné
  3. Prière du sord et finale
- 1987 Cantilenas Profanes für Männerchor und Blasorchester
- 1988 Nobra – Rhapsodic Sketches on a Twodays – Life in Province
- 1988 Tripartite Waltz
- 1988 The Papermills Bandsmen
- 1988 Festivity für Fanfare-Orchester
  1. Inleiding
  2. Allegro
  3. Largo
  4. Allegro
- 1992 Glenn beats the Battle of Jericho
- 1993 A Day of Music
- 1998 Smals
  1. The factory
  2. Figures in the sand
  3. Recreation village (rondo)
- Adeste Fidelis
- Band-Fever Disco Beat
- En Mestre Sef
- Gloria in Excelsis Deo
- Norwegian Ballad Balada para Trompeta
- Rosevalley Blues
- The Pee-Double-U Circus
- Three generations
  1. Granny
  2. Daddy
  3. Son
- Transformations During A Man’s Life
- Tre Dodecapricci
- Y Ahora...! La conga!

## Chorwerke
- Heimwee für Männerchor – Text: J. M. Dautzenberg
- De Boogschutters für Männerchor – Ballade nach einem Gedicht von Jef Spuisers
- Limburg für Männerchor – Text: Jef Spuisers